# Бельмонте-Калабро
Бельмонте-Калабро (італ. Belmonte Calabro, сиц. Bellumunte) — муніципалітет в Італії, у регіоні Калабрія,  провінція Козенца.
Бельмонте-Калабро розташоване на відстані близько 430 км на південний схід від Риму, 55 км на північний захід від Катандзаро, 21 км на південний захід від Козенци.
Населення — 2018 осіб (2014).

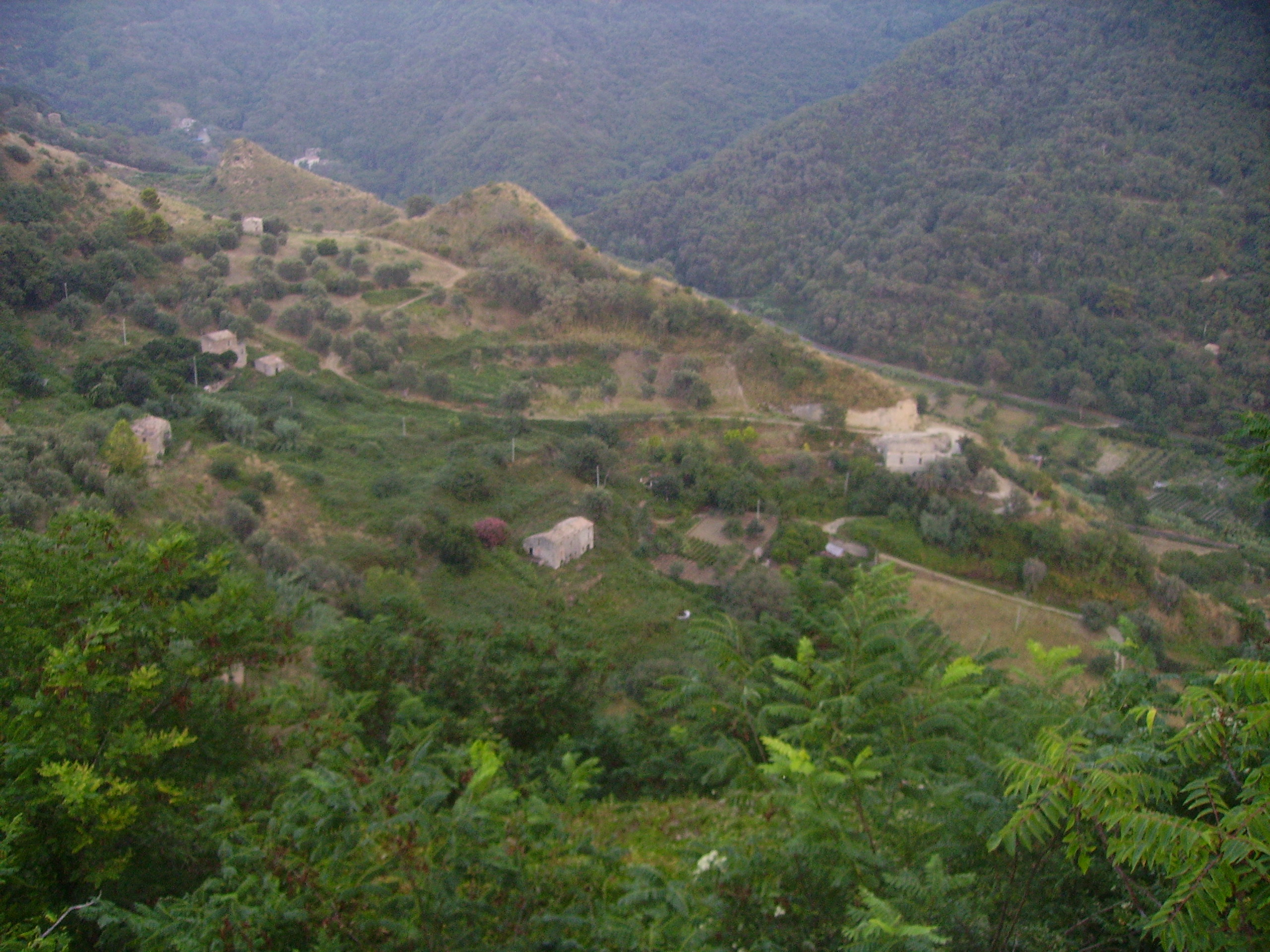

Щорічний фестиваль відбувається 15 серпня. Покровителька — Богородиця Небовзята.

## Демографія
Населення за роками:

Станом на 1 січня 2023 року в муніципалітеті офіційно проживало 57 іноземців з 12 країн, серед них 45 громадян країн Євросоюзу.

## Клімат
| Місяці                        | Місяці  | Місяці  | Місяці  | Місяці | Місяці | Місяці | Місяці | Місяці | Місяці | Місяці | Місяці | Місяці | Пора | Пора | Пора | Пора | Рік   |
| Місяці                        | Січ     | Лют     | Бер     | Кві    | Тра    | Чер    | Лип    | Сер    | Вер    | Жов    | Лис    | Гру    | Зим  | Вес  | Літ  | Осі  | Рік   |
| ----------------------------- | ------- | ------- | ------- | ------ | ------ | ------ | ------ | ------ | ------ | ------ | ------ | ------ | ---- | ---- | ---- | ---- | ----- |
| Темп. макс. (°C)              | 14.9    | 14.0    | 15.5    | -      | -      | -      | -      | -      | -      | -      | -      | -      | -0.3 | 5.2  | -0   | -0   | 3.7   |
| Темп. сер. (°C)               | 12.0    | 10.8    | 12.6    | -      | -      | -      | -      | -      | -      | -      | -      | -      | -0.4 | 4.2  | -0   | -0   | 3     |
| Темп. мін. (°C)               | 9.4     | 8.0     | 9.8     |        | -      | -      | -      | -      | -      | -      | -      | -      | -0.5 | 3.3  | -0   | -0   | 2.3   |
| Опади (мм)                    | 79.5    | 14.7    | 81.0    | -      | -      | -      | -      | -      | -      | -      | -      | -      | 94.2 | 81   | -0   | -0   | 175.2 |
| Дні опадів (≥ 1 мм)           | 11      | 2       | 5       | -      | -      | -      | -      | -      | -      | -      | -      | -      | 13   | 5    | -0   | -0   | 18    |
| Вологість повітря (%)         | -       | -       | -       | -      | -      | -      | -      | -      | -      | -      | -      | -      | -0   | -0   | -0   | -0   | 0     |
| Абсолютна геліофанія (години) | -       | -       | -       | -      | -      | -      | -      | -      | -      | -      | -      | -      | -0   | -0   | -0   | -0   | 0     |
| Роза вітрів (Вузлів)          | ESE 8.4 | ESE 8.6 | ESE 6.8 | -      | -      | -      | -      | -      | -      | -      | -      | -      | 0.1  | 2.3  | -0   | -0   | 2     |

## Сусідні муніципалітети
- Амантеа
- Лаго
- Лонгобарді
- Мендічино
- Сан-П'єтро-ін-Амантеа